# Jon Gooch
Jonathan Gooch, noto anche con lo pseudonimo di Feed Me o Spor (Hertfordshire, 22 agosto 1984), è un disc jockey, musicista e produttore discografico britannico. Attualmente è seguito dal Three Six Zero Group.

## Biografia
Jonathan Gooch scelse lo pseudonimo Spor all'inizio della sua attività musicale. Dopo una partnership di successo con Renegade Hardware e Barcode Recordings e pubblicazioni con l'etichetta Subtitles Recordings del dj Teebee, nel 2006 Spor e l'amico di lunga data Chris Renegade hanno lanciato Lifted Music e pubblicato musica da produttori come Apex, Evol Intent, Ewun e Phace.
Il 24 febbraio 2010, Spor ha pubblicato il suo secondo doppio EP, Conquerors and Commoners, per l'etichetta Lifted Music. In un'intervista per K Magazine, ha affermato che il titolo è stato ispirato da una citazione di Harlan Ellison. L'album è stato ben accolto dai fan della drum and bass, con due dei brani inclusi (Halogen e Kingdom) che sono stati inclusi nel CD mix Nightlife 5 di Andy C. In seguito Gooch ha lanciato un progetto musicale secondario, chiamato Seventh Stitch, caratterizzato da sonorità IDM alternative. Sotto questo pseudonimo, ha lavorato con Andrew Aker su una traccia intitolata Oceans.
Gooch ha anche un progetto electro house e dubstep, chiamato Feed Me. Un EP di due tracce intitolato The Spell / Raw Chicken è stato pubblicato sotto l'etichetta mau5trap di deadmau5. Un'altra traccia, Mordez Moi, è stata pubblicata sull'etichetta Division dei Noisia insieme a una loro traccia chiamata B.R.U.L.. Il 25 dicembre 2010, ha pubblicato un secondo EP per mau5trap, intitolato Feed Me's Big Adventure. Comprende otto tracce, con sonorità sia electro house che dubstep. Il 3 giugno 2011 ha quindi pubblicato il suo terzo EP, di quattro tracce, chiamato To the Stars e il 6 febbraio 2012 un quarto EP intitolato Feed Me's Escape From Electric Mountain. Dispone di sei tracce, comprendenti voci dagli Hadouken! e Lindsay.
Il 20 agosto 2012, Gooch ha pubblicato un nuovo singolo intitolato Little Cat Steps. Poco dopo, è stato rivelato che stava lavorando alla produzione di un album completo. Il 28 ottobre, ha pubblicato un altro singolo, con la partecipazione della band folk Crystal Fighters, intitolato Love Is All I Got. L'EP presenta anche quattro remix, inclusa una versione Matilda dello stesso Gooch. Il 20 dicembre, ha annunciato via Twitter un altro singolo e due B side, poi sarà la volta di album e tour. I brani sono stati pubblicati sul suo SoundCloud e intitolati Death by Robot, Dial-Up Days e Gravel, inclusi poi nell'EP Death by Robot pubblicato il 16 gennaio 2013.
Il 22 maggio 2013 Gooch ha rilasciato una serie di dichiarazioni sul suo Twitter informando i suoi fan che, a partire dall'autunno, avrebbe fatto una pausa dal suo disc jockeying. Ha spiegato ai suoi fan: "Ciò che amo davvero è fare musica, arte, raccontare storie; essere creativo. Non voglio ritrovarmi in una situazione in cui questo diventi un aspetto secondario." In seguito ha twittato: "Sembra comune presumere che scrivere musica significhi voler fare il DJ - ho iniziato per caso? È un'esperienza sociale divertente e arricchente, ma non un'arte." In seguito ha confermato via Facebook che avrebbe ripreso il tour nel 2014, dopo aver trascorso del tempo a creare un cortometraggio con Feed Me, a creare una sua etichetta, a lavorare su opere d'arte per i suoi spettacoli e a scrivere l'imminente album in studio.
Gooch ha fondato l'etichetta discografica Sotto Voce per pubblicare musica con l'alias Feed Me e fornire una piattaforma per nuovi aspiranti artisti per pubblicare la loro musica. Il suo album in studio di debutto Calamari Tuesday è stato pubblicato il 14 ottobre 2013 attraverso la nuova etichetta, con 15 brani originali del suo alias Feed Me, due dei quali precedentemente pubblicati come singoli. In un'intervista per DJ Mag, è stata rivelata la volontà di Gooch di pubblicare album con ciascuno dei suoi alias Spor, Feed Me e Seventh Stitch nel corso del 2013.
Gooch è apparso sul podcast e programma radiofonico DVDASA il 15 gennaio 2014.
Il 19 febbraio 2015, ha pubblicato Caligo col nome di Spor per la sua etichetta, Sotto Voce. L'album ha 13 tracce ed è stato pubblicato tramite BitTorrent su un modello pay-what-you-want, includendo contenuti aggiuntivi e materiale mix inedito.
Gooch (come Spor) ha collaborato con il produttore Linguistics per la compilation Mind State, Vol. 1 nel 2018. Il ricavato dell'album è stato devoluto in beneficenza ad associazioni caritative per la salute mentale ed è stato collegato a un festival dedicato di 24 ore.
Il 23 gennaio 2019 Gooch ha annunciato via Twitter che il 22 febbraio successivo sarebbe stato pubblicato tramite mau5trap un nuovo album, intitolato High Street Creeps. Il singolo promozionale 'Feel Love' è stato rilasciato l'8 febbraio 2019.

## Discografia

### Come Feed Me

#### Album in studio
| Anno | Titolo                                                                                                   | Classifiche | Classifiche | Classifiche |
| Anno | Titolo                                                                                                   | US Indie    | US Dance    | US Heat     |
| ---- | --- | ----------- | ----------- | ----------- |
| 2013 | Calamari Tuesday - Pubblicato: 14 ottobre 2013 - Etichetta: Sotto Voce - Formato: CD, download digitale  | 39          | 3           | 6           |
| 2019 | High Street Creeps - Pubblicato: 22 febbraio 2019 - Etichetta: mau5trap - Formato: CD, download digitale | —           | —           | —           |
| 2021 | Feed Me - Pubblicato: 13 Agosto 2021 - Etichetta: Sotto Voce - Formato: download digitale                |             |             |             |

#### Extended plays
| Anno | Titolo                                  | Classifiche | Classifiche | Classifiche |
| Anno | Titolo                                  | US Indie    | US Dance    | US Heat     |
| ---- | --------------------------------------- | ----------- | ----------- | ----------- |
| 2010 | Feed Me's Big Adventure                 | —           | —           | —           |
| 2011 | To the Stars                            | —           | —           | —           |
| 2012 | Feed Me's Escape From Electric Mountain | 38          | 13          | 5           |
| 2014 | Feed Me's Psychedelic Journey           | —           | —           | —           |
| 2015 | A Giant Warrior Descends On Tokyo       | —           | 16          | 23          |
| 2016 | Feed Me's Family Reunion                | —           | 7           | —           |
| 2017 | Feed Me's Existential Crisis            | —           | —           | —           |

#### Singoli
| Anno | Titolo                                   | Classifiche | Classifiche | Classifiche | Classifiche | Classifiche |
| Anno | Titolo                                   | BEL         | BEL         | GER         | AUT         | NL          |
| Anno | Titolo                                   | V           | W           | GER         | AUT         | NL          |
| ---- | ---------------------------------------- | ----------- | ----------- | ----------- | ----------- | ----------- |
| 2008 | The Spell / Raw Chicken                  | —           | —           | —           | —           | —           |
| 2012 | Little Cat Steps                         | —           | —           | —           | —           | —           |
| 2012 | Love Is All I Got (con Crystal Fighters) | 60          | 18          | 72          | 21          | 78          |
| 2013 | Death by Robot                           | —           | —           | —           | —           | —           |
| 2014 | Far Away (con Kill the Noise)            | —           | —           | —           | —           | —           |
| 2016 | What it Feels Like (con Nina Nesbitt)    | —           | —           | —           | —           | —           |
| 2019 | Feel Love (con Rosie Doonan)             | —           | —           | —           | —           | —           |
| 2019 | Sleepless                                | —           | —           | —           | —           | —           |
| 2019 | Nothing Hurts Like You (con Sam Calver)  | —           | —           | —           | —           | —           |
| 2019 | Little Space (con Yosie)                 | —           | —           | —           | —           | —           |
| 2020 | Money, Destiny                           | —           | —           | —           | —           | —           |
| 2020 | Coffee Black                             | —           | —           | —           | —           | —           |
| 2020 | New Shoes                                | —           | —           | —           | —           | —           |
| 2020 | Survive (con Flux Pavilion feat. Meesh)  | —           | —           | —           | —           | —           |

#### Collaborazioni
| Anno | Titolo                                                  | Album di provenienza                     | Numero di catalogo |
| ---- | ------------------------------------------------------- | ---------------------------------------- | ------------------ |
| 2008 | Mordez Moi                                              | Mordez Moi / B.R.U.L. (Feed Me / Noisia) | DIVISION003        |
| 2011 | Cott's Face                                             | Meowingtons Hax Tour Trax (mau5trap)     | MAU5CD008          |
| 2012 | Thumbs Up (For Rock n' Roll) (Kill the Noise & Feed Me) | BLVCK MVGIC                              | OWS025             |
| 2015 | I Do Coke (Kill the Noise con Feed Me)                  | Occult Classic                           | OWS120             |

#### Crediti di produzione
| Anno | Titolo                             | Artista         | Album                  |
| ---- | ---------------------------------- | --------------- | ---------------------- |
| 2011 | Midnight Run                       | Example         | Playing in the Shadows |
| 2011 | Bleeding Out                       | Korn            | The Path of Totality   |
| 2011 | Ebb & Flow (Pop Mix / Freebee Mix) | Tasha Baxter    | Ebb & Flow             |
| 2011 | Ebb & Flow (Original Mix)          | Tasha Baxter    | Ebb & Flow             |
| 2011 | Bikes                              | Tasha Baxter    | Bikes                  |
| 2012 | Perfect Replacement                | Example         | The Evolution of Man   |
| 2018 | 24/7                               | Foreign Beggars | 2-2 Karma              |

#### Remixes
| Anno | Titolo                                                       | Artista originale          | Pubblicazione                                        |
| ---- | ------------------------------------------------------------ | -------------------------- | ---------------------------------------------------- |
| 2008 | Knights of Cydonia                                           | Muse                       | N.D.                                                 |
| 2009 | If You Knew                                                  | Chris Lake feat. Nastala   | If You Knew (singolo)                                |
| 2009 | Until I Die                                                  | September                  | Until I Die (singolo)                                |
| 2009 | Morning After Dark                                           | Timbaland                  | Morning After Dark (Remixes)                         |
| 2010 | On Melancholy Hill                                           | Gorillaz                   | The Vampire Diaries (Original Television Soundtrack) |
| 2010 | Let You Go                                                   | Chase & Status feat. Mali  | Let You Go (singolo)                                 |
| 2011 | Call Your Girlfriend                                         | Robyn                      | Call Your Girlfriend (Remixes)                       |
| 2011 | Innocence                                                    | Nero                       | Guilt (EP)                                           |
| 2011 | What You Know (Feed Me Cover)                                | Two Door Cinema Club       | N.D.                                                 |
| 2012 | Sail (Feed Me Luxe Remix)                                    | Awolnation                 | Kill Your Heroes (singolo)                           |
| 2012 | Love Is All I Got (Feed Me Matilda Remix)                    | Feed Me e Crystal Fighters | Love Is All I Got (singolo)                          |
| 2013 | Messiah                                                      | I See Monstas              | Messiah (EP)                                         |
| 2013 | Soothe My Soul                                               | Depeche Mode               | Soothe My Soul (solo download)                       |
| 2016 | I Do Coke (Snort & Leisure [Kill the Noise & Feed Me] Remix) | Kill the Noise & Feed Me   | ALT CLASSIC                                          |
| 2016 | Strobe                                                       | deadmau5                   | Strobe (Remixes)                                     |
| 2017 | Hurricane                                                    | Vaults                     | Hurricane (Remixes/Pt.1)                             |

- 2020: Bad Computer feat. Skyelle - Silhouette (Feed Me Remix)

### Come Spor e altri nomi
- Spor - Judderman / The Whisper (2004) (DMIND008)
- Spor - Running Man (2004) (NITE002)
- Spor - Outbroken (That Track) (2004) (RH62)
- Spor - Nebulous (2004) (RH62CD)
- Spor - Haywire (2004) (RH63)
- Spor - Three Ravens (2004) (BAR04)
- Spor - Insecticide (2004) (TOV67)
- Unicron - Orion's Five (2005) (TOVLP06)
- Unknown Error / Unicron - Shadows (Unicron Remix) / You Must Believe (2005) (TOV69)
- Final Reckoning (Spor & Codex) - Ghosthacker (2005) (TOV71)
- Final Reckoning (Spor & Codex) - Nothing Less / A Thousand Worlds (2005) (TOV73)
- Spor - Dante's Inferno (2005) (BAR07)
- Spor - Haunt Me / Brickbeats (2005) (BAR08)
- Spor - Way of the Samurai (2005) (BARLP01)
- Spor - Alpha Trion (2005) (BARLP01CD)
- Spor - Ultimate Technology / Cyberpunk (2005) (BAR12)
- Spor - Tactics EP (2005) (RH72)
- Spor & Infiltrata - Three Faces (2006) (BAR14)
- Spor - Ignition (2006) (RH75 / RHLP10)
- Spor - Powder Monkey (2006) (SUBTITLES055)
- Spor - Knock You Down (2006) (LFTD001)
- Spor - Hydra (2006) (ZIQ159)
- Spor - Molehill (2007) (SUBTITLES057)
- Spor - Supernova (2007) (LFTD002)
- Spor - From the Inside Out (con Apex, Ewun, Evol Intent & Phace) (2008) (LFTD003)
- Spor - Breath In, Scream Out EP. (2008) (SUBTITLES066)
- Spor - Claret's March / Stoppit (2008) (LFT005)
- Spor - Aztec / Do Not Shake (2009) (SHA025)
- Spor - Silver Spaceman / Some Other Funk (2009) (LFTD006)
- Spor - Conquerors & Commoners (2010) (LFTD009)
- Spor - Knock You Down (Eskmo Remix) (2010) (LFTDUB001)
- Noisia & Spor - Falling Through (2010) (VSN009)
- Spor - Pacifica EP (2011) (LFTDUB002)
- Phace & Spor - Out of Focus (2011) (NSGNLEP001)
- Spor - Ziggurat / Push Me, Pull You (2012) (LFTD013)
- Spor - Caligo (2015) (SOVO008)
- Spor - Black Eyed EP (2016) (SOVO012)
- Spor - Pull the Sun Down (con Linguistics) (parte di una compilation) (2018) (GET001DD)
- Spor - Anachronic (2020)

#### Remixes
- Konflict - Messiah (Spor Remix) (2005) (RH65P / RHLP06)
- Ewun - Hate Machine (Spor Remix) (2006) (BARLP02)
- The Qemists - Stompbox (Spor Remix) (2007) (ZEN 205)
- Evol Intent feat. Ewun - 8-Bit Bitch (Spor Remix) (2008) (EILP001 / EIR 5694 / SYS5686)
- Bad Company UK - Bullet Time (Spor Remix) (2009) (BT003)
- Basement Jaxx feat. Sam Sparro - Feelings Gone (Spor Remix) (2009) (XLS461)
- Muse - Resistance (Spor Remix) (2009)
- Two Fingers feat. Sway - That Girl (Spor Remix) (2009) (BD134)
- Don Diablo & Example - Hooligans (Spor Remix) (2009) (DATA219)
- Hadouken! - Turn the Lights Out (Spor Remix) (2009) (SN012)
- Noisia - Machine Gun (Spor Remix) (2010) (DIVISION005)
- The Prodigy - Nasty (Spor Remix) (2015)
- Vaults - Lifespan (Spor Remix) (2015)